# Al-Bahra
Al-Bahra (arab. ‏البحرة‎) – miejscowość w Syrii, w muhafazie Hama. W 2004 roku liczyła 1098 mieszkańców.